# 町田足土
町田 足土（まちだ あしっど、1974年 - ）は、千葉県出身のライター・竿師。援助交際を始め、風俗の裏事情など、いわゆる裏系、アンダーグラウンド方面の原稿を得意とする。「エンコーのカリスマ」を自称する。アイドルにも詳しい。

## 略歴
24歳の時に、ライターを目指して書いた文章を本名に近いライター名で出版社に持ち込み、一般情報誌で執筆を始める。1999年に、『マガジンWOoooo！』でハメ撮り写真を載せた連載を町田足土名義で始める。『別冊ブブカ・エキサイティング』で、「24時間援交トライアル」という企画で、援助交際企画を初めて担当。援助交際、ナンパ、風俗の体験ルポが多い。

執筆する傍ら、2019年6月、FC2コンテンツマーケットから「リン20歳（１）・生・N出し。出会いアプリで会った大学生にラストはN出し・前編【町田足土の絶対素人】（001）」をacid file１作目として発売し、竿師デビュー。

## 人物
- 男性器が大きく、とくに太さに定評がある。
- 顔射、スク水（スクール水着）、イエロー（飲尿させる）が性癖であることを公表している[2]。その他、足の指を女性器に入れるのにも好きであることを明かしている[4]。
- 援助交際の相手を見つけるのには、2020年代は主に出会い系アプリを使用している。
- 毎年、1年間のうちに最も印象に残った女の子たち数名の映像を繋ぎ合わせ、BGMにアイドルソングを流すことで、PVのような作品ラブセレクション（ラブセレ）を作成する。自宅鑑賞用の援交ハメ獲り映像のアンソロジー。作品内ではハメ撮りシーンだけでなく、ラブセレ用に女の子を街へと連れ出して撮影した映像も挿入される[4]。

## 現在の連載
- フーゾク噂の眞相（裏モノJAPAN）
- 援交ペログリ日記（実話BUNKA超タブー）

## 過去の連載
- 愛欲の罠（＠BUBKA）
- 穴人形の調べ（裏BUBKA）
- 24時間援交トライアル（別冊ブブカ・エキサイティング）